# Netelia barberi
Netelia barberi là một loài tò vò trong họ Ichneumonidae.